# Mecánica Nacional (banda)
Mecánica Nacional es un grupo de rock colombiano, fundado a finales de los años 80 y activo

## Historia
Mecánica Nacional es un proyecto musical creado y liderado por Edgardo Chaves "Batier", vocalista y guitarrista exintegrante del grupo Génesis de Colombia, la histórica banda de Humberto Monroy. A él se le unen los también ex-Génesis Jorge Latorre (baterista) y Jaime Aguilar (bajista). El grupo produjo un álbum titulado Oiga hermano dedicado a Jaime Bateman Cayón, fundador y líder de la desaparecida guerrilla M-19. Fue grabado en los estudios William Constaín en enero de 1990. En él colaboran dos importantes músicos como lo son Camilo Ferrans y Kent Biswell. Batier es el cantante principal y compositor de 6 de los 10 temas. La canción "La tierra prometida" es coautoría de Humberto Monroy.   
El grupo tuvo buenos resultados en su corta vida, logrando el éxito tanto en televisión como en la radio. Realizaron además presentaciones en Colombia y fuera de ella.
Actualmente su líder Batier, rearmo el grupo con una nueva formación para realizar un ejercicio bajo el nombre: ...Y enseguida amanece, con un videoclip promocional.

## Discografía
- Oiga hermano (LP) - Constaín estudios 1990

## Integrantes
- Edgardo Chávez "Batier" (Guitarra, Voz, Armónica, Compositor) 1990, 2011-presente
- Jorge Latorre "Kché" (Batería) 1990
- Jaime Aguilar "Jimmy" (Bajo) 1990, 2011